# Рубленко, Иван Александрович

Ива́н Алекса́ндрович Рубленко (25 августа 1919, Минусинск — 12 февраля 1981, Иркутск) — участник Великой Отечественной войны, командир артиллерийского дивизиона 16-й гвардейской мехбригады 6-го гвардейского механизированного корпуса 4-й танковой армии 1-го Украинского фронта, Герой Советского Союза, полковник в отставке.

## Биография
Родился 25 августа 1919 года в Минусинске Енисейской губернии (ныне — Красноярский край) в семье рабочего. 
Окончил Томское артиллерийское училище, в звании лейтенанта служил в Среднеазиатском военном округе.
С июля 1941 года участвовал в боях под Ельней, был ранен.
С сентября 1941 года воевал в 51-м гвардейском артиллерийском полку в должности командира батареи, адъютанта старшего дивизиона и командира дивизиона. Участвовал в боях под Москвой, освобождал Украину, Польшу. Член КПСС с 1942 года.

## Подвиг
26 января 1945 года во главе семнадцати разведчиков начал переправляться в лодке через Одер под огнём врага. На середине реки лодка была разбита, бойцы добирались до берега вплавь. На противоположном берегу уничтожили врага и отбили три контратаки. Иван Рубленко корректировал огонь артиллерийского дивизиона и способствовал  захвату и удержанию плацдарма.
За проявленное мужество указом Президиума Верховного Совета СССР от 10 апреля 1945 года командиру артиллерийского дивизиона 16-й гвардейской мехбригады майору Рубленко присвоено звание Героя Советского Союза.

## После войны
Служил в группе советских войск в Германии. С 1950 года обучался в Военной артиллерийской академии.
В 1956 году уволился в запас, переехал в Иркутск, окончил Институт народного хозяйства, работал начальником межобластного управления Союзцветмет, заместителем начальника Института неорганической химии. В 1970-х годах жил и работал в Южно-Сахалинске. С марта 1980 года жил в Иркутске, работал заместителем начальника производственного объединения пассажирского автотранспорта № 1.
Скончался 12 февраля 1981 года. Похоронен в Иркутске на Радищевском кладбище.

## Награды и звания
- Медаль «Золотая Звезда» Героя Советского Союза;
- орден Ленина;
- два ордена Красного Знамени;
- орден Отечественной войны II степени;
- орден Красной Звезды;
- медали.

## Память
- В Иркутске на доме, где жил Иван Рубленко, в память о нём установлена мемориальная доска[3].
- В 2011 году в селе Багдарин Баунтовского района Республики Бурятия установлен бюст Ивана Рубленко[4].